# Jonathan Justin
Jean Steeve Jonathan Justin (ur. 27 lutego 1991 w Pereybèré) – maurytyjski piłkarz występujący na pozycji napastnika.
W swojej kariery występował głównie w amatorskich klubach we Francji. Oprócz tego w 2011 był zawodnikiem singapurskiego klubu Étoile FC, w którego barwach rozegrał pięć spotkań i zdobył dwie bramki w S-League.
W reprezentacji Mauritiusa zadebiutował 25 marca 2015 w zremisowanym 2:2 towarzyskim meczu z Burundi, a 27 marca 2018 w wygranym 2:0 towarzyskim pojedynku z Mongolią strzelił swojego pierwszego gola w kadrze.